# Цугол (Агінський район)
Цуго́л (рос. Цугол) — село у складі Агінського району Забайкальського краю, Росія. Входить до складу Кункурського сільського поселення.

## Населення
Населення — 43 особи (2010; 45 у 2002).
Національний склад (станом на 2002 рік):
- буряти — 60 %
- росіяни — 36 %